# Torneio Internacional de Lima de 1952
O Torneio Internacional de Lima foi um torneio de caráter amistoso, realizado em Lima, Peru, no ano de 1952.

## Jogos do campeão
- 18 de maio de 1952

 Flamengo 5 X 1  Sport Boys
- 22 de maio de 1952

 Flamengo 4 X 4  Deportivo Municipal
- 25 de maio de 1952

 Flamengo 3 X 1  Alianza Lima

## Campeão
| Torneio Internacional de Lima de 1952 |
| ------------------------------------- |
| Flamengo Campeão                      |